# Tichit
Tichit (àrab: تيشيت, Tīxīt) és una ciutat del centre sud de Mauritània, a l'altiplà de Tagant.
Fou fundada vers 1150 i és coneguda per la seva arquitectura vernacular. La ciutat es dedica principalment a l'explotació de les palmeres. La ciutat té un petit museu.
Fou declarada Patrimoni de la Humanitat el 1996.